# Голенищево (Костромская область)
Голенищево — опустевшая деревня в Антроповском муниципальном районе Костромской области. Входит в состав Котельниковского сельского поселения

## География
Находится в центральной части Костромской области на расстоянии приблизительно 36 км на юго-запад по прямой от поселка Антропово, административного центра района.

## История
В XIX - начале XX века деревня относилась к Галичскому уезду Костромской губернии. В 1872 году здесь было учтено 30 дворов, в 1907 году —52.

## Население
Постоянное население составляло 184 человека (1872 год), 281 (1897), 209 (1907), 2 в 2002 году (русские 100 %), 0 в 2022.